# Alix de Bourgogne (1146-1209)
Pour les articles homonymes, voir Alix de Bourgogne.
Alix de Bourgogne (Alias Ala) (née en 1146, † en 1209) est dame de Bourbon à la suite de son mariage avec Archambaud de Bourbon. Elle est ensuite religieuse puis abbesse à l'abbaye de Fontevraud. Elle est la fille du duc de Bourgogne Eudes II et de Marie de Blois.

## Biographie
En 1164, elle épouse Archambaud de Bourbon, fils du seigneur de Bourbon Archambaud VII. Mais son époux décède en 1169 avant son père, ne pouvant ainsi pas lui succéder à la tête de la seigneurie de Bourbon qui revient à leur fille unique : Mathilde.
Alix, ainsi que sa fille Mathilde, est placée sous la protection de son frère Hugues III, duc de Bourgogne, qui marie sa nièce Mathilde à un de ses vassaux, Gaucher IV de Mâcon, seigneur de Salins.
Vers 1171, elle épouse en secondes noces Eudes de Déols, seigneur de Châteaumeillant, fils d'Ebbes II, seigneur de Déols, et de Denise d'Amboise.
En 1196, après le mariage en secondes noces de sa fille Mathilde avec Guy II de Dampierre, elle se retire à l'abbaye de Fontevraud ou se trouve déjà sa mère Marie de Blois, à qui elle succède en tant qu'abbesse de Fontevraud. Toutefois, elle décède moins d'un an après avoir été désignée abbesse sans avoir été intronisée officiellement.

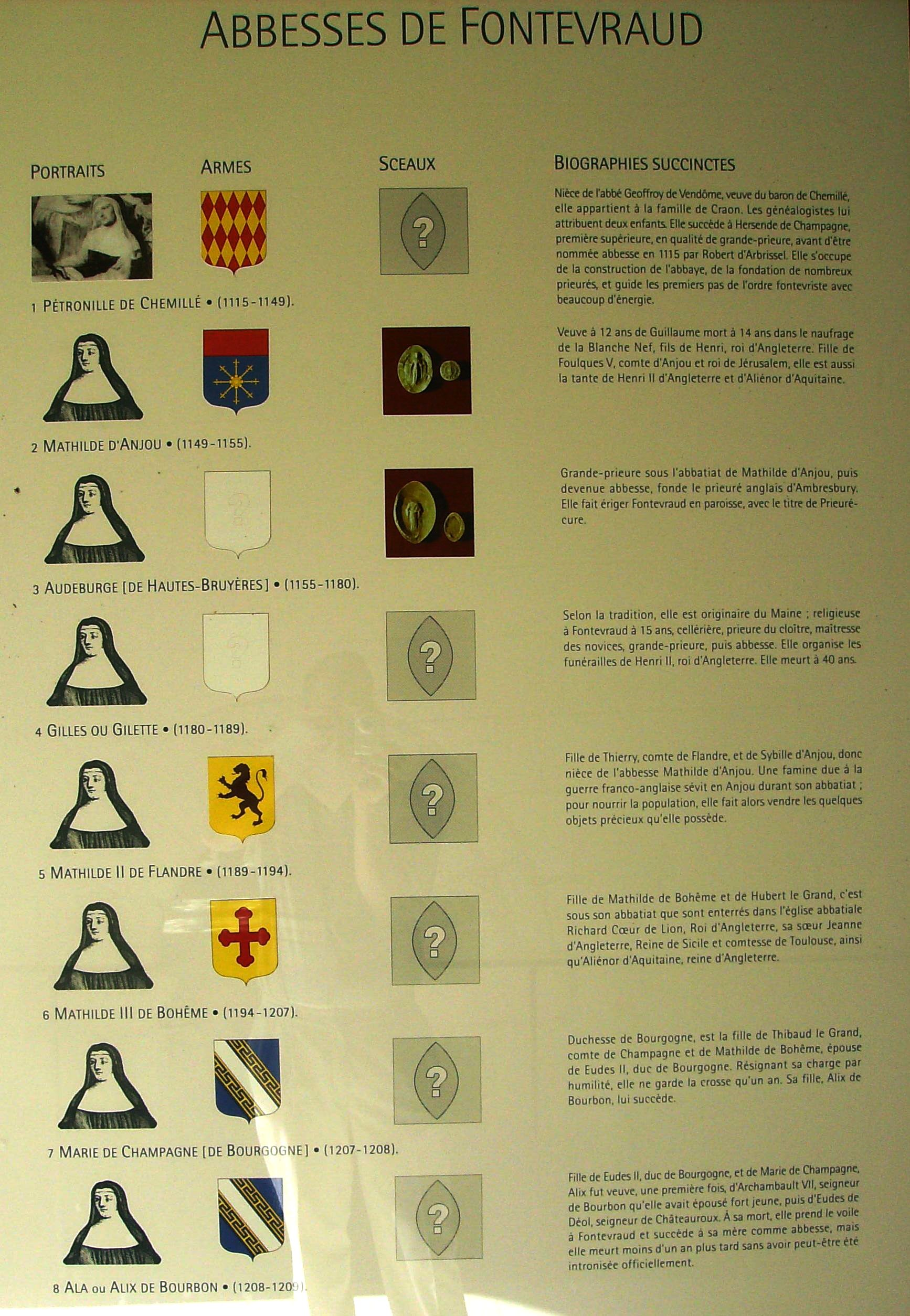
Liste des abbesses affichée à l'intérieur de l'abbaye.

## Mariage et enfants
En 1164, elle épouse en premières noces Archambaud de Bourbon († en 1169), fils d'Archambaud VII, seigneur de Bourbon, et d'Agnès de Savoie, dont elle a une fille unique :
- Mathilde de Bourbon, héritière de la maison de Bourbon et qui épouse en premières noces Gaucher IV de Mâcon, dont elle a une fille. Séparée, elle épouse en secondes noces Guy II, seigneur de Dampierre, dont elle a sept enfants.

Veuve, elle épouse en secondes noces vers 1171 Eudes de Déols, seigneur de Châteaumeillant, fils d'Ebbes II, seigneur de Déols, et de Denise d'Amboise, dont elle n'a pas de postérité,.